# Troquilíneos
Trochilinae é uma das seis subfamílias de aves apodiformes pertencente à família dos troquilídeos, que inclui os beija-flores. Os representantes desta subfamília são por vezes denominados troquilíneos ou beija-flores típicos.
A subfamília se encontra dividida em três tribos: Lampornithini, contendo 18 espécies divididas em sete gêneros; Mellisugini, que contém 37 espécies divididas em 16 gêneros; e Trochilini, que contém 115 espécies divididas em 36 gêneros.

## Filogenia
Anteriormente, os beija-flores se encontravam divididos em apenas duas subfamílias, os eremitas (fetornitíneos) e os beija-flores típicos (troquilíneos). Após os resultados de um estudo filogenético molecular de hibridização de DNA serem publicados em 2007, foi descoberto que esta última subfamília polifilética, sendo, então, desmembrada em cinco partes.
Um estudo filogenético molecular sobre beija-flores publicado em 2007 descobriu que a família consistia em nove clados. Após a atualização da quarta edição do catálogo Howard and Moore Complete Checklist of the Birds of the World, realizada por Edward C. Dickinson e James van Remsen, Jr. em 2013, a família dos beija-flores foi dividida em seis subfamílias com base nos resultados moleculares, redefinindo a subfamília dos troquilíneos em três clados, cada um dos quais colocados em tribos separadas: Trochilini, Lampornithini e Mellisugini. Um estudo filogenético realizado a partir de amostras de 284 espécies de beija-flores foi publicado em 2014, confirmando os nove clados encontrados no estudo anterior, mas descobrindo que os fetornitíneos eram irmãos do clado de topázios (florisugíneos), contendo os gêneros Topaza e Florisuga. Muitos dos gêneros tradicionais no clado de esmeraldas (Trochilini) resultaram-se polifiléticos. Com isso, muitos dos gêneros nesta parte da árvore foram revisados.
|  | Florisuginae – colibris, topázios               |
|  |                                                 |
|  | Phaethornithinae – balança-rabos, rabos-brancos |
|  |                                                 |

|  | Heliantheini – brilhantes               |
|  |                                         |
|  | Lesbiini – topetinhos, rabos-de-espinho |
|  |                                         |

|  | Trochilini – asas-de-sabre, esmeraldas                                                 |
|  |                                                                                        |
|  | \| \| Lampornithini – colibris \| \| \| \| \| \| Mellisugini – besourinhos \| \| \| \| |
|  |                                                                                        |
|  | Lampornithini – colibris                                                               |
|  |                                                                                        |
|  | Mellisugini – besourinhos                                                              |
|  |                                                                                        |

|  | Lampornithini – colibris  |
|  |                           |
|  | Mellisugini – besourinhos |
|  |                           |

|  | Trochilini – asas-de-sabre, esmeraldas                                                 |
|  |                                                                                        |
|  | \| \| Lampornithini – colibris \| \| \| \| \| \| Mellisugini – besourinhos \| \| \| \| |
|  |                                                                                        |
|  | Lampornithini – colibris                                                               |
|  |                                                                                        |
|  | Mellisugini – besourinhos                                                              |
|  |                                                                                        |

|  | Lampornithini – colibris  |
|  |                           |
|  | Mellisugini – besourinhos |
|  |                           |

|  | Heliantheini – brilhantes               |
|  |                                         |
|  | Lesbiini – topetinhos, rabos-de-espinho |
|  |                                         |

|  | Trochilini – asas-de-sabre, esmeraldas                                                 |
|  |                                                                                        |
|  | \| \| Lampornithini – colibris \| \| \| \| \| \| Mellisugini – besourinhos \| \| \| \| |
|  |                                                                                        |
|  | Lampornithini – colibris                                                               |
|  |                                                                                        |
|  | Mellisugini – besourinhos                                                              |
|  |                                                                                        |

|  | Lampornithini – colibris  |
|  |                           |
|  | Mellisugini – besourinhos |
|  |                           |

|  | Trochilini – asas-de-sabre, esmeraldas                                                 |
|  |                                                                                        |
|  | \| \| Lampornithini – colibris \| \| \| \| \| \| Mellisugini – besourinhos \| \| \| \| |
|  |                                                                                        |
|  | Lampornithini – colibris                                                               |
|  |                                                                                        |
|  | Mellisugini – besourinhos                                                              |
|  |                                                                                        |

|  | Lampornithini – colibris  |
|  |                           |
|  | Mellisugini – besourinhos |
|  |                           |

|  | Heliantheini – brilhantes               |
|  |                                         |
|  | Lesbiini – topetinhos, rabos-de-espinho |
|  |                                         |

|  | Trochilini – asas-de-sabre, esmeraldas                                                 |
|  |                                                                                        |
|  | \| \| Lampornithini – colibris \| \| \| \| \| \| Mellisugini – besourinhos \| \| \| \| |
|  |                                                                                        |
|  | Lampornithini – colibris                                                               |
|  |                                                                                        |
|  | Mellisugini – besourinhos                                                              |
|  |                                                                                        |

|  | Lampornithini – colibris  |
|  |                           |
|  | Mellisugini – besourinhos |
|  |                           |

|  | Trochilini – asas-de-sabre, esmeraldas                                                 |
|  |                                                                                        |
|  | \| \| Lampornithini – colibris \| \| \| \| \| \| Mellisugini – besourinhos \| \| \| \| |
|  |                                                                                        |
|  | Lampornithini – colibris                                                               |
|  |                                                                                        |
|  | Mellisugini – besourinhos                                                              |
|  |                                                                                        |

|  | Lampornithini – colibris  |
|  |                           |
|  | Mellisugini – besourinhos |
|  |                           |

|  | Heliantheini – brilhantes               |
|  |                                         |
|  | Lesbiini – topetinhos, rabos-de-espinho |
|  |                                         |

|  | Trochilini – asas-de-sabre, esmeraldas                                                 |
|  |                                                                                        |
|  | \| \| Lampornithini – colibris \| \| \| \| \| \| Mellisugini – besourinhos \| \| \| \| |
|  |                                                                                        |
|  | Lampornithini – colibris                                                               |
|  |                                                                                        |
|  | Mellisugini – besourinhos                                                              |
|  |                                                                                        |

|  | Lampornithini – colibris  |
|  |                           |
|  | Mellisugini – besourinhos |
|  |                           |

|  | Trochilini – asas-de-sabre, esmeraldas                                                 |
|  |                                                                                        |
|  | \| \| Lampornithini – colibris \| \| \| \| \| \| Mellisugini – besourinhos \| \| \| \| |
|  |                                                                                        |
|  | Lampornithini – colibris                                                               |
|  |                                                                                        |
|  | Mellisugini – besourinhos                                                              |
|  |                                                                                        |

|  | Lampornithini – colibris  |
|  |                           |
|  | Mellisugini – besourinhos |
|  |                           |

|  | Florisuginae – colibris, topázios               |
|  |                                                 |
|  | Phaethornithinae – balança-rabos, rabos-brancos |
|  |                                                 |

|  | Heliantheini – brilhantes               |
|  |                                         |
|  | Lesbiini – topetinhos, rabos-de-espinho |
|  |                                         |

|  | Trochilini – asas-de-sabre, esmeraldas                                                 |
|  |                                                                                        |
|  | \| \| Lampornithini – colibris \| \| \| \| \| \| Mellisugini – besourinhos \| \| \| \| |
|  |                                                                                        |
|  | Lampornithini – colibris                                                               |
|  |                                                                                        |
|  | Mellisugini – besourinhos                                                              |
|  |                                                                                        |

|  | Lampornithini – colibris  |
|  |                           |
|  | Mellisugini – besourinhos |
|  |                           |

|  | Trochilini – asas-de-sabre, esmeraldas                                                 |
|  |                                                                                        |
|  | \| \| Lampornithini – colibris \| \| \| \| \| \| Mellisugini – besourinhos \| \| \| \| |
|  |                                                                                        |
|  | Lampornithini – colibris                                                               |
|  |                                                                                        |
|  | Mellisugini – besourinhos                                                              |
|  |                                                                                        |

|  | Lampornithini – colibris  |
|  |                           |
|  | Mellisugini – besourinhos |
|  |                           |

|  | Heliantheini – brilhantes               |
|  |                                         |
|  | Lesbiini – topetinhos, rabos-de-espinho |
|  |                                         |

|  | Trochilini – asas-de-sabre, esmeraldas                                                 |
|  |                                                                                        |
|  | \| \| Lampornithini – colibris \| \| \| \| \| \| Mellisugini – besourinhos \| \| \| \| |
|  |                                                                                        |
|  | Lampornithini – colibris                                                               |
|  |                                                                                        |
|  | Mellisugini – besourinhos                                                              |
|  |                                                                                        |

|  | Lampornithini – colibris  |
|  |                           |
|  | Mellisugini – besourinhos |
|  |                           |

|  | Trochilini – asas-de-sabre, esmeraldas                                                 |
|  |                                                                                        |
|  | \| \| Lampornithini – colibris \| \| \| \| \| \| Mellisugini – besourinhos \| \| \| \| |
|  |                                                                                        |
|  | Lampornithini – colibris                                                               |
|  |                                                                                        |
|  | Mellisugini – besourinhos                                                              |
|  |                                                                                        |

|  | Lampornithini – colibris  |
|  |                           |
|  | Mellisugini – besourinhos |
|  |                           |

|  | Heliantheini – brilhantes               |
|  |                                         |
|  | Lesbiini – topetinhos, rabos-de-espinho |
|  |                                         |

|  | Trochilini – asas-de-sabre, esmeraldas                                                 |
|  |                                                                                        |
|  | \| \| Lampornithini – colibris \| \| \| \| \| \| Mellisugini – besourinhos \| \| \| \| |
|  |                                                                                        |
|  | Lampornithini – colibris                                                               |
|  |                                                                                        |
|  | Mellisugini – besourinhos                                                              |
|  |                                                                                        |

|  | Lampornithini – colibris  |
|  |                           |
|  | Mellisugini – besourinhos |
|  |                           |

|  | Trochilini – asas-de-sabre, esmeraldas                                                 |
|  |                                                                                        |
|  | \| \| Lampornithini – colibris \| \| \| \| \| \| Mellisugini – besourinhos \| \| \| \| |
|  |                                                                                        |
|  | Lampornithini – colibris                                                               |
|  |                                                                                        |
|  | Mellisugini – besourinhos                                                              |
|  |                                                                                        |

|  | Lampornithini – colibris  |
|  |                           |
|  | Mellisugini – besourinhos |
|  |                           |

|  | Heliantheini – brilhantes               |
|  |                                         |
|  | Lesbiini – topetinhos, rabos-de-espinho |
|  |                                         |

|  | Trochilini – asas-de-sabre, esmeraldas                                                 |
|  |                                                                                        |
|  | \| \| Lampornithini – colibris \| \| \| \| \| \| Mellisugini – besourinhos \| \| \| \| |
|  |                                                                                        |
|  | Lampornithini – colibris                                                               |
|  |                                                                                        |
|  | Mellisugini – besourinhos                                                              |
|  |                                                                                        |

|  | Lampornithini – colibris  |
|  |                           |
|  | Mellisugini – besourinhos |
|  |                           |

|  | Trochilini – asas-de-sabre, esmeraldas                                                 |
|  |                                                                                        |
|  | \| \| Lampornithini – colibris \| \| \| \| \| \| Mellisugini – besourinhos \| \| \| \| |
|  |                                                                                        |
|  | Lampornithini – colibris                                                               |
|  |                                                                                        |
|  | Mellisugini – besourinhos                                                              |
|  |                                                                                        |

|  | Lampornithini – colibris  |
|  |                           |
|  | Mellisugini – besourinhos |
|  |                           |

O cladograma acima se baseia nos estudos filogenéticos moleculares publicados por Jimmy McGuire e colaboradores entre 2007 e 2014. As respectivas denominações em latim derivam daquelas propostas por Edward Dickinson e James van Remsen, Jr. em 2013.

## Sistemática
- Ordem Apodiformes Peters, 1940
  - Família Trochilidae Vigors, 1825
    - Subfamília Trochilinae Reichenbach, 1854
      - Tribo Trochilini Vigors, 1825
        - Gênero Abeillia Bonaparte, 1850 – uma espécie:
          - Abeillia abeillei (Lesson & Delattre, 1839)

        - Gênero Amazilia Lesson, 1843 – cinco espécies
        - Gênero Amazilis Gray, G.R., 1855 – uma espécie:
          - Amazilis amazilia Lesson, 1827

        - Gênero Anthocephala Cabanis & Hiene, 1860 – duas espécies
        - Gênero Basilinna F. Boie, 1831 – duas espécies
        - Gênero Campylopterus Swainson, 1827 – dez espécies
        - Gênero Chalybura Reichenbach, 1854 – duas espécies
        - Gênero Chionomesa Simon, 1921 – duas espécies
        - Gênero Chlorostilbon Gould, 1853 – dez espécies
        - Gênero Chlorestes Reichenbach, 1854 – cinco espécies
        - Gênero Chrysuronia Bonaparte, 1850 – nove espécies
        - Gênero Cynanthus Swainson, 1827 – cinco espécies
        - Gênero Elliotomyia Stiles & Remsen, 2019 – duas espécies
        - Gênero Eupetomena Gould, 1853 – duas espécies
        - Gênero Eupherusa Gould, 1857 – cinco espécies
        - Gênero Goldmania Nelson, 1911 – duas espécies
        - Gênero Hylocharis F. Boie, 1831 – duas espécies
        - Gênero Klais Reichenbach, 1854 – uma espécie:
          - Klais guimeti (Bourcier, 1843)

        - Gênero Ramosomyia M.D. Bruce & F.G. Stiles, 2021 – três espécies
        - Gênero Leucippus Bonaparte, 1850 – uma espécie:
          - Leucippus fallax (Bourcier, 1843)

        - Gênero Leucochloris Reichenbach, 1854 – uma espécie:
          - Leucochloris albicollis (Vieillot, 1818)

        - Gênero Microchera Gould, 1858 – três espécies
        - Gênero Orthorhyncus Lacépède, 1799 – uma espécie:
          - Orthorhyncus cristatus (Linnaeus, 1758)

        - Gênero Pampa Reichenbach, 1854 – quatro espécies
        - Gênero Phaeoptila Gould, 1861 – uma espécie:
          - Phaeoptila sordida (Gould, 1859)

        - Gênero Phaeochroa Gould, 1861 – uma espécie:
          - Phaeochroa cuvierii (Delattre & Bourcier, 1846)

        - Gênero Polyerata Heine, 1863 – três espécies
        - Gênero Riccordia Reichenbach, 1854 – seis espécies
        - Gênero Saucerottia Bonaparte, 1850 – dez espécies
        - Gênero Stephanoxis Simon, 1897 – duas espécies
        - Gênero Thalurania Gould, 1848 – quatro espécies
        - Gênero Thaumasius Sclater, 1879 – duas espécies
        - Gênero Taphrospilus Simon, 1910 – uma espécie:
          - Taphrospilus hypostictus (Gould, 1862)

        - Gênero Talaphorus Mulsant & Verreaux, 1874 – uma espécie:
          - Talaphorus chlorocercus (Gould, 1866)

        - Gênero Trochilus Linnaeus, 1758 – duas espécies
        - Gênero Uranomitra Reichenbach, 1854 – uma espécie:
          - Uranomitra franciae (Bourcier & Mulsant, 1846)

      - Tribo Lampornithini Jardine, 1833
        - Gênero Eugenes Gould, 1856 – duas espécies
        - Gênero Heliomaster Bonaparte, 1850 – quatro espécies
        - Gênero Hylonympha Gould, 1873 – uma espécie:
          - Hylonympha macrocerca (Gould, 1873)

        - Gênero Lampornis Swainson, 1827 – oito espécies
        - Gênero Lamprolaima Reichenbach, 1854 – uma espécie:
          - Lamprolaima rhami (Lesson, 1838)

        - Gênero Panterpe Cabanis & Heine, 1860 – uma espécie:
          - Panterpe insignis Cabanis & Heine, 1860

        - Gênero Sternoclyta Gould, 1858 – uma espécie:
          - Sternoclyta cyanopectus (Gould, 1846)

      - Tribo Mellisugini Reichenbach, 1854
        - Gênero Archilochus Reichenbach, 1854 – duas espécies
        - Gênero Calothorax G.R. Gray, 1840 – duas espécies
        - Gênero Calypte Bourcier, 1839 – duas espécies
        - Gênero Calliphlox F. Boie, 1831 – uma espécie:
          - Calliphlox amethystina Boddaert, 1783

        - Gênero Chaetocercus G.R. Gray, 1855 – seis espécies
        - Gênero Doricha Reichenbach, 1854 – duas espécies
        - Gênero Eulidia Mulsant, 1877 – uma espécie:
          - Eulidia yarrellii (Bourcier, 1847)

        - Gênero Mellisuga Brisson, 1760 – duas espécies
        - Gênero Microstilbon Todd, 1913 – uma espécie:
          - Microstilbon burmeisteri Sclater, 1887

        - Gênero Myrmia Mulsant, 1876 – uma espécie:
          - Myrmia micrura (Gould, 1854)

        - Gênero Myrtis Reichenbach, 1854 – uma espécie:
          - Myrtis fanny Lesson, 1838

        - Gênero Nesophlox Ridgway, 1910 – duas espécies
        - Gênero Philodice Mulsant, Verreaux, J & Verreaux, É, 1866 – duas espécies
        - Gênero Rhodopis Reichenbach, 1854 – uma espécie:
          - Rhodopis vesper Lesson, 1829

        - Gênero Selasphorus Swainson, 1832 – nove espécies
        - Gênero Thaumastura Bonaparte, 1850 – uma espécie:
          - Thaumastura cora (Lesson & Garnot, 1827)

        - Gênero Tilmatura Reichenbach, 1854 – uma espécie:
          - Tilmatura dupontii (Lesson, 1832)